# Camponotus obreptivus
Camponotus obreptivus är en myrart som beskrevs av Auguste-Henri Forel 1899. Camponotus obreptivus ingår i släktet hästmyror, och familjen myror. Inga underarter finns listade.